# Poecilasthena panapala
Poecilasthena panapala là một loài bướm đêm trong họ Geometridae.